# Língua andi
A língua Andi se classifica dentro do ramo das línguas avar-ândicas das línguas caucasianas do noroeste, sendo avaliada como uma língua ameaçada de extinção. 

## Dialetos
São quatro os dialetos principais, Gagatl, Kvanxidatl, Andi inferior (do sul) e Rikvani. Outros são Munin, Andi e superior (do norte), o qual se subdivide em Ashali, Chanho, Gagtl, Gunho, Rikvani, Zilo. Todos apresentam razoáveis divergências entre si.

## Falantes
Dentre os 21.800 falantes de andi registrados em 2002, somente 5.800 falam a língua, vivendo em nove vilas nas montanhas do noroeste Daguestão: Gagatl, Rikvani, Chakhno, Zilo, Munib e Kvanhidatl, A população Andi era de 8.000 pessoas em 1928. Falam também o russo ou o avar.

## Escrita
A língua é raramente escrita embora haja uma versão própria para a língua do alfabeto cirílico, a qual apresenta as 33 letras do alfabeto padrão mais 20 combinações particulares dessas letras. Já existem Bíblia (partes), dicionário e gramática em Andi.